# Lepanthes schizura
Lepanthes schizura är en orkidéart som beskrevs av Carlyle August Luer. Lepanthes schizura ingår i släktet Lepanthes och familjen orkidéer. Inga underarter finns listade i Catalogue of Life.